# Meskiana
Meskiana är en ort i Algeriet.   Den ligger i provinsen Oum El Bouaghi, i den nordöstra delen av landet, 400 km öster om huvudstaden Alger. Meskiana ligger 850 meter över havet och antalet invånare är 30 071.
Terrängen runt Meskiana är platt åt sydost, men åt nordväst är den kuperad.Runt Meskiana är det ganska tätbefolkat, med 93 invånare per kvadratkilometer. Det finns inga andra samhällen i närheten. Trakten runt Meskiana består till största delen av jordbruksmark.